# Springerichthys kulbickii
Springerichthys kulbickii és una espècie de peix de la família dels tripterígids i de l'ordre dels perciformes.

## Morfologia
- Els mascles poden assolir 3 cm de longitud total.[1][2]

## Hàbitat
És un peix marí, de clima subtropical i associat als esculls de corall que viu entre 2-15 m de fondària.

## Distribució geogràfica
Es troba des d'Austràlia fins a Nova Caledònia, Fiji, Tonga i la Samoa Nord-americana.

## Observacions
És inofensiu per als humans.